# Powiat kołobrzeski
Powiat kołobrzeski är ett distrikt (powiat) i norra Polen, beläget i Västpommerns vojvodskap. Huvudort i distriktet är staden Kołobrzeg. Distriktet hade totalt 79 624 invånare år 2013.

## Administrativ kommunindelning
Distriktet indelas i sju kommuner. Staden Kołobrzeg utgör en stadskommun, administrativt självständig från den omgivande landskommunen med samma namn. Staden Gościno är däremot administrativt sammanslagen med den omgivande kommunen. Dessutom finns ytterligare fyra landskommuner som saknar städer.

Kommunindelning

### Stadskommuner
- Kołobrzegs stad

### Stads- och landskommuner
- Gościno

### Landskommuner
- Dygowo
- Gmina Kołobrzeg, Kołobrzegs landskommun
- Rymań
- Siemyśl
- Ustronie Morskie